# Orthosia mirabilis
Orthosia mirabilis är en fjärilsart som beskrevs av Shigero Sugi 1955. Arten ingår i släktet Orthosia och familjen nattflyn. Inga underarter finns listade i Catalogue of Life. Typlokal är Shaanxi i Kina.